# Holzmatttalbrücke
Die Holzmatttalbrücke ist eine 407,18 Meter lange Balkenbrücke und Teilstück der A 98. Die Brücke ist eine neunfeldrige Spannbeton-Hohlkastenbrücke in Mischbauweise, die im Taktschiebeverfahren hergestellt wurde. Sie ist seit 2010 in beide Fahrtrichtungen zweispurig befahrbar. Die Brücke überquert das Tal mit schützenswertem Wald- und Feuchtbiotop. Das Planfeststellungsverfahren hatte eine Dammlage des Autobahnabschnittes aufgrund des Naturschutzes abgelehnt.  In dem vollständig im Dezember 2010 für den Verkehr freigegebene Abschnitt zwischen dem Autobahndreieck Hochrhein und der Anschlussstelle Lörrach-Ost ist die Holzmatttalbrücke eine von insgesamt drei Brücken, die notwendig waren. Alle Brückenbauwerke zusammen machten mit 57 Mio. Euro rund die Hälfte der Gesamtkosten für diesen Abschnitt aus.
Die Brücke wird von insgesamt sieben Stahlbetonpfeilern getragen. Die Feldweiten betragen 36,70 Meter – 3 × 47,00 Meter – 2 × 53,50 Meter – 46,00 Meter – 38,00 Meter – 32,70 Meter. Die Trassierung der Brücke ist im Grundriss ein Kreisbogen mit Radius von 1800 Metern. Das Längsgefälle beträgt konstant 3,8 %, die Querneigung der Fahrbahn beträgt 4 %.
Die Holzmatttalbrücke befindet sich auf dem Gemeindegebiet von Inzlingen.